# Fudbal za prijateljstvo
Fudbal za prijateljstvo (rus. Фудбол для дружбы, engl. Football for Friendship) je godišnji međunarodni društveni program za decu koji organizuje OAO Gazprom. Cilj ovog programa je kultivisanje važnih vrednosti kod mlade generacije i razvoj interesovanja za zdrav način života kroz fudbal. U okviru programa, fudbaleri od 12 godina iz različitih zemalja učestvuju u godišnjem Međunarodnom dečjem forumu, Svetskom šampionatu „Football for Friendship“, Međunarodnom Danu fudbala i prijateljstva. Program je stekao podršku od strane FIFA, UefA, OUN, Olimpijskog i Paraolimpijskog komiteta, šefova država, vlada te fudbalskih saveza u različitim zemljama, međunarodnih dobrotvornih fondacija, javnih ustanova i vodećih klubova planeta. Globalni organizator programa je AGT Communications Group (Rusija).

## Istorija

### Fudbal za prijateljstvo 2013
Prvi Međunarodni dečji forum Football for Friendship održan je 25. maja 2013. godine u Londonu. U njemu je učestvovalo 670 dece iz osam zemalja: Bugarske, Velike Britanije, Mađarske, Nemačke, Grčke, Rusije, Srbije i Slovenije. Rusiju je predstavljalo 11 fudbalskih timova iz 11 ruskih gradova koji će biti domaćini utakmica FIFA Svetskog prvenstva 2018. Na forumu su učestvovali i juniorski timovi klubova Zenit, Čelsi, Šalke 04, Crvena Zvezda, pobednici dečjih sportskih dana kompanije Gazprom, i pobednici Fakel festivala.
Tokom foruma, deca su razgovarala sa vršnjacima iz drugih zemalja, kao i sa poznatim fudbalerima, a prisustvovali su i finalu UEFA Lige šampiona 2012/2013 na stadionu Vembli.
Rezultat foruma je bio otvoreno pismo u kome su deca formulisala osam vrednosti programa: prijateljstvo, jednakost, pravdu, zdravlje, mir, lojalnost, pobedu i tradiciju. Kasnije je pismo poslato zvaničnicima UEFA, FIFA i IOC. Septembra 2013, tokom susreta Vladimira Putina i Vitalija Mutka, Sep Blater je potvrdio da je primio pismo i naveo da je spreman da podrži program Football for Friendship.

### Fudbal za prijateljstvo 2014
Druga sezona programa Football for Friendship održana je u Lisabonu od 23. do 25. maja 2014. i okupila je više od 450 tinejdžera iz 16 zemalja: Belorusije, Bugarske, Velike Britanije, Mađarske, Nemačke, Italije, Holandije, Poljske, Portugala, Rusije, Srbije, Slovenije, Turske, Ukrajine, Francuske i Hrvatske. Mladi fudbaleri su učestvovali na međunarodnom forumu Football for Friendship, takmičenju u uličnom fudbalu i prisustvovali su finalu UEFA Lige šampiona 2013/2014.
Pobednik Međunarodnog turnira u uličnom fudbalu 2014. godine je bio juniorski tim kluba Benfika (Portugal).
Rezultat druge sezone programa je bio izbor vođe pokreta Football for Friendship. To je bio Felipe Suarež iz Portugala. Juna 2014, kao vođa pokreta, Suarež je posetio IX Međunarodni omladinski turnir u fudbalu organizovan u čast Juriju Andrejeviču Morozovu.

### Fudbal za prijateljstvo 2015
Treća sezona međunarodnog društvenog programa Football for Friendship održana je u junu 2015 u Berlinu. Mladi učesnici sa azijskog kontinenta – dečiji fudbalski timovi iz Japana, Kine i Kazahstana – po prvi put su učestvovali u programu. U trećoj sezoni su učestvovali juniorski timovi ukupno 24 fudbalska kluba iz 24 zemlje.
Mladi fudbaleri su razgovarali sa vršnjacima iz drugih zemalja, kao i sa zvezdama iz sveta fudbala, uključujući i globalnog ambasadora programa, Franca Bekenbauera, a učestvovali su i na Međunarodnom turniru u uličnom fudbalu među juniorskim timovima.
Pobednik Međunarodnog turnira u uličnom fudbalu u 2015. je bio juniorski tim Rapid (Austrija).
Događaje treće sezone programa Fudbal za prijateljstvo pratilo je oko 200 novinara iz vodećih svetskih medija, kao i 24 mlada reportera iz Evrope i Azije, koji su bili članovi Međunarodnog dečjeg press-centra.
Kulminacija 2015. godine bila je ceremonija dodeljivanja Kupa devet vrednosti koji je osvojio fudbalski klub Barselona (Španija). Pobednika su izabrala deca koja su uoči Foruma učestvovala u globalnom glasanju održanom u 24 zemlje učesnice.
Na kraju Foruma svi učesnici su prema tradiciji prisustvovali finalu UEFA lige šampiona 2014/2015 na Olimpijskom stadionu u Berlinu.

### Fudbal za prijateljstvo 2016
Početak Međunarodnog društvenog dečjeg programa Fudbal za prijateljstvo 2016 održan je kao deo Hangout konferencije za štampu, koja je održana 24. marta u Minhenu uz učešće globalnog ambasadora programa Franca Beckenbauera.
U četvrtoj sezoni programa pridružilo se osam novih juniorskih timova iz Azerbejdžana, Alžira, Jermenije, Argentine, Brazila, Vijetnama, Kirgistana i Sirije, tako da je ukupan broj zemalja učesnica dostigao 32.
5. aprila 2016. Kup devet vrednosti je počeo glasanjem za jedinstveni trofej. Navijači iz čitavog sveta su učestvovali u izboru pobednika, ali krajnju odluku su izglasali učesnici programa Fudbal za prijateljstvo. Kup je odneo fudbalski klub Bajern (Minhen). Učesnici programa Fudbal za prijateljstvo su obratili pažnju na aktivnosti kluba vezane za podršku deci sa posebnim potrebama, kao i na inicijative da se obezbedi lečenje za decu iz različitih zemalja i pomogne ugroženima.
IV Međunarodni dečji forum Fudbal za prijateljstvo i finalna utakmica dečjeg međunarodnog turnira u uličnom fudbalu održani su 27. i 28. maja 2016. u Milanu.  Pobednik turnira bio je tim Maribor iz Slovenije. Na kraju Foruma su učesnici tradicionalno prisustvovali finalu UEFA Lige šampiona. Događaje na Forumu pratilo je više od 200 novinara iz vodećih svetskih medija, kao i Međunarodni dečji press-centar koji je okupio mlade novinare iz zemalja učesnica.
Mladi fudbaleri iz sirijskog kluba Al-Vada učestvovali su u četvrtoj sezoni Fudbala za prijateljstvo, što je bio događaj bez presedana. Uključivanje sirijskog tima među učesnike programa i prisustvovanje sirijske dece događajima u Milanu bio je važan korak ka prevazilaženju humanitarne izolacije zemlje. Arapski sportski urednički odbor međunarodnog televizijskog kanala Russia Today, uz podršku Fudbalske federacije Sirije, snimili su dokumentarni film „Tri dana bez rata“ (eng. Three days without war) o deci koja su učestvovala u projektu. Više od 7,000 ljudi došlo je na premijeru filma koja je održana u Damasku, 14. septembra 2016.

### Fudbal za prijateljstvo 2017
Mesto održavanja međunarodnog dečjeg društvenog projekta Fudbal za prijateljstvo u 2017. godini bio je Sankt Peterburg (Rusija), a finalni događaji su održani 26. juna i 3. jula.
U 2017. je broj zemalja učesnica porastao sa 32 na 64. Po prvi put su u programu Fudbal za prijateljstvo učestvovala deca iz Meksika] i Sjedinjenih Američkih Država. Tako je projekat ujedinio mlade igrače sa četiri kontinenta – Afrike, Evroazije, Severne Amerike i Južne Amerike.
U petoj sezoni program je održan u skladu sa novim konceptom: jedan mladi fudbaler iz svake zemlje izabran je kao njen predstavnik. Učesnici su se udružili u osam međunarodnih Timova Prijateljstva koje su formirali dvanaestogodišnji dečaci i devojčice, uključujući i decu sa posebnim potrebama.
Tokom javnog izvlačenja određen je sastav timova za svaku zemlju, kao i pozicije igrača predstavnika zemalja učesnica. Izvlačenje je održano kao Internet konferencija. Na čelu osam Timova Prijateljstva bili su mladi treneri: Rene Lampert (Slovenija), Stefan Maksimović (Srbija), Brendon Šabani (Velika Britanija), Čarlie Sui (Kina), Anatolij Čentulojev (Rusija), Bogdan Krolevecki (Rusija), Anton Ivanov (Rusija), Ema Henšen (Holandija). Lilija Macumoto (Japan), predstavnica Međunarodnog press-centra Fudbala za prijateljstvo, takođe je učestvovala u izvlačenju.
Pobednik Svetskog prvenstva Fudbal za prijateljstvo 2017 bio je „narandžasti“ tim koji su činili mladi trener i mladi fudbaleri iz devet zemalja: Rene Lampert (Slovenija), Hong Jun Marvin Tue (Singapur), Pol Puidž I Montana (Španija), Gabrijel Mendosa (Bolivija), Ravan Kazimov (Azerbejdžan), Krišimir Stanimirov Stančev (Bugarska), Ivan Agustin Kasko (Argentina), Roman Horak (Češka Republika), Hamza Jusuf Nuri Alhavat (Libija).
Međunarodnom dečjem forumu Fudbal za prijateljstvo prisustvovali su Viktor Zubkov (predsedavajući odbora direktora kompanije OAO Gazprom), Fatma Samura (generalni sekretar FIFA), Filipe Le Flok (generalni komercijalni direktor FIFA), Žulio Baptista (brazilski fudbaler), Ivan Samorano (čileanski napadač), Aleksandr Keržakov (ruski fudbaler), kao i drugi gosti koji su se zalagali za promovisanje ljudskih vrednosti među mladom generacijom.
Godine 2017, projekat je okupio više od 600.000 ljudi a više od 1.000 dece i odraslih iz 64 zemalja prisustvovalo je finlanim događajima u Sankt Peterburgu.

### Fudbal za prijateljstvo 2018
2018 bilo je odlučeno da će se šesta sezona programa Fudbala za prijateljstvo održati između 15. februara i 15. Juna. Završni događaji su bili održani u Moskvi uoći Svetskog prvenstva  FIFA 2018.  Učesnici programa su bili mladi fudbaleri i novinari iz 211 zemalja i regiona sveta. Zvanični početak programa za 2018. godinu označilo je javno izvlačenje Fudbala za prijateljstvo putem medija, a na osnovu tih rezultata oformljena su 32 međunarodna fudbalska tima – Timovi Prijateljstva.
2018. u okviru ekološke misije međunarodni Timovi Prijateljstva su dobili nazive po retkim i ugroženim vrstama životinja:
African Elephant
Komodo Dragon
Kipunji
Big Turtle
Dama Gazelle
Cheetah
Rhinoceros
Angel Shark
Polar Bear
Lemur
Grizzly Bear
Whale Shark
Three-Toed Sloth
King Cobra
Chimpanzee
Gharial
Western Gorilla
Imperial Woodpecker
Saiga
Blond Capuchin
Koala
Siberian Tiger
Grévy's Zebra
Orangutan
Giant Panda
Magellanic Penguin
Rothschild's Giraffe
Humpback Whale
African Wild Dog
Lion
Hippopotamus
Galápagos Sea Lion
Takođe u okviru ekološke misije 30. maja 2018. Je pokrenuta međunarodna akcija  Happy Buzz Day, koja poziva svetsku zajednicu da podrži organizacije za spašavanje ugroženih vrsta životinja. Ovoj su se akciji pridružili  nacionalni parkovi i rezervati iz Rusije, SAD, Nepala i Velike Britanije.  Takođe, tokom završnih manifestacija programa Fudbal za prijateljstvo u Moskvi, učesnici su se vozili ekološkim autobusima na prirodni gas.
Zemlje i regioni učesnici programa Fudbal za prijateljstvo u 2018. godini su:
1.	Komonvelt Australija
2.	Republika Austrija
3.	Republika Azerbejdžan
4.	Narodna Demokratska Republika Alžir
5.	Američka Devičanska Ostrva
6.	Američka Samoa
7.	Angvila
8.	Antigva i Barbuda
9.	Arapska Republika Egipat
10.	Argentinska Republika
11.	Aruba
12.	Barbados
13.	Belize
14.	Bermudska ostrva
15.	Bolivarska Republika Venecuela
16.	Bosna i Hercegovina
17.	Britanska Devičanska Ostrva
18.	Burkina Faso
19.	Veliko Vojvodstvo Luksemburg
20.	Mađarska
21.	Istočna Republika Urugvaj
22.	Gabonska Republika
23.	Republika Gvineja
24.	Gibraltar
25.	Sultanat Brunej
26.	Država Izrael
27.	Država Katar
28.	Država Kuvajt
29.	Država Libija
30.	Država Palestina
31.	Grenada
32.	Helenska Republika
33.	Gruzija
34.	Demokratska Republika Istočni Timor
35.	Demokratska Republika Kongo
36.	Demokratska Republika Sao Tome i Prinsipe
37.	Demokratska Socijalistička Republika Šri Lanka
38.	Dominikanska Republika
39.	Hašemitska Kraljevina Jordan
40.	Islamska Republika Avganistan
41.	Islamska Republika Iran
42.	Islamska Republika Mauritanija
43.	Italijanska Republika
44.	Republika Jemen
45.	Kajmanska ostrva
46.	Kanada
47.	Narodna Republika Kina
48.	Kineski Tajpeh (Tajvan)
49.	Kneževina Andora
50.	Kneževina Lihtenštajn
51.	Kooperativna Republika Gvajana
52.	Demokratska Narodna Republika Koreja
53.	Kraljevina Bahrein
54.	Kraljevina Belgija
55.	Kraljevina Butan
56.	Kraljevina Danska
57.	Kraljevina Španija
58.	Kraljevina Kambodža
59.	Kraljevstvo Lesoto
60.	Kraljevina Maroko
61.	Kraljevina Holandija
62.	Kraljevina Norveška
63.	Kraljevina Saudijska Arabija
64.	Kraljevina Svazilend
65.	Kraljevina Tajland
66.	Kraljevina Tonga
67.	Kraljevina Švedska
68.	Kirgiska Republika
69.	Kurasao
70.	Laoska Narodna Demokratska Republika
71.	Republika Letonija
72.	Libanska Republika
73.	Republika Litvanija
74.	Malezija
75.	Maldivska Republika
76.	Sjedinjene Meksičke Države
77.	Višenacionalna Država Bolivija
78.	Mongolija
79.	Montserat
80.	Narodna Republika Bangladeš
81.	Nezavisna Država Papua Nova Gvineja
82.	Nezavisna Država Samoa
83.	Novi Zeland
84.	Nova Kaledonija
85.	Ujedinjena Republika Tanzanija
86.	Ujedinjeni Arapski Emirati
87.	Kukova ostrva
88.	Ostrva Turks i Kajkos
89.	Republika Albanija
90.	Republika Angola
91.	Republika Jermenija
92.	Republika Belorusija
93.	Republika Benin
94.	Republika Bugarska
95.	Republika Bocvana
96.	Republika Burundi
97.	Republika Vanuatu
98.	Republika Haiti
99.	Republika Gambija
100.	Republika Gana
101.	Republika Gvatemala
102.	Republika Gvineja Bisao
103.	Republika Honduras
104.	Republika Džibuti
105.	Republika Zambija
106.	Republika Zimbabve
107.	Republika Indija
108.	Republika Indonezija
109.	Republika Irak
110.	Republika Irska
111.	Republika Island
112.	Republika Kazahstan
113.	Republika Kenija
114.	Republika Kipar
115.	Republika Kolumbija
116.	Republika Kongo
117.	Republika Koreja
118.	Republika Kosovo
119.	Republika Kostarika
120.	Republika Obala Slonovače
121.	Republika Kuba
122.	Republika Liberija
123.	Republika Mauricijus
124.	Republika Madagaskar
125.	Republika Makedonija
126.	Republika Malavi
127.	Republika Mali
128.	Republika Malta
129.	Republika Mozambik
130.	Republika Moldavija
131.	Republika Namibija
132.	Republika Niger
133.	Republika Nikaragva
134.	Zelenortska Republika
135.	Islamska Republika Pakistan
136.	Republika Panama
137.	Republika Paragvaj
138.	Republika Peru
139.	Republika Poljska
140.	Portugalska Republika
141.	Republika Ruanda
142.	Republika San Marino
143.	Republika Sejšeli
144.	Republika Senegal
145.	Republika Srbija
146.	Republika Singapur
147.	Republika Slovenija
148.	Republika Savez Mjanmara
149.	Republika Sudan
150.	Republika Surinam
151.	Republika Sijera Leone
152.	Republika Tadžikistan
153.	Republika Trinidad i Tobago
154.	Republika Turkmenistan
155.	Republika Uganda
156.	Republika Uzbekistan
157.	Republika Fidži
158.	Republika Filipini
159.	Republika Hrvatska
160.	Republika Čad
161.	Republika Crna Gora
162.	Republika Čile
163.	Republika Ekvador
164.	Republika Ekvatorijalna Gvineja
165.	Republika El Salvador
166.	Republika Južni Sudan
167.	Republika Kamerun
168.	Ruska Federacija
169.	Rumunija
170.	Specijalni Administrativni Region Narodne Republike Kine Hongkong
171.	Komonvelt Portoriko
172.	Severna Irska
173.	Sveti Vinsent i Grenadini
174.	Sveta Lucija
175.	Sirijska Arapska Republika
176.	Slovačka Republika
177.	Komonvelt Bahama
178.	Komonvelt Dominika
179.	Ujedinjeno Kraljevstvo Velike Britanije i Severne Irske
180.	Sjedinjene Američke Države
181.	Solomonska Ostrva
182.	Socijalistička Republika Vijetnam
183.	Savez Komora
184.	Specijalni Administrativni Region Narodne Republike Kine Makao
185.	Sultanat Oman
186.	Tahiti
187.	Teritorija Gvam
188.	Togoleška Republika
189.	Republika Tunis
190.	Republika Turska
191.	Ukrajina
192.	Vels
193.	Farska Ostrva
194.	Federalna Demokratska Republika Nepal
195.	Federalna Demokratska Republika Etiopija
196.	Federativna Republika Brazil
197.	Federalna Republika Nemačka
198.	Federalna Republika Nigerija
199.	Federalna Republika Somalija
200.	Federacija Sveti Kristofer i Nevis
201.	Republika Finska
202.	Francuska Republika
203.	Centralna Afrička Republika
204.	Češka Republika
205.	Švajcarska Konfederacija
206.	Škotska
207.	Eritreja
208.	Republika Estonija
209.	Republika Južna Afrika
210.	Jamajka
211.	Japan
Na svetskom prvenstvu Fudbala za prijateljstvo su učestvovali 32 Međunarodnih timova Prijateljstva. Prvi put za čitav projekat završnu utakmicu je komentarisao Mladi komentator iz Sirije Jazn Taha, te je sudio sudija-Junior iz Rusije Bogdan Batalin.
Pobednik Svetskog prvensta u Fudbalu za prijateljstvo 2018. je postao tim Šimpanze sastavljen od Mladih fudbalera iz Dominikane, Sent-Kitsa i Nevisa, Malavia, Kolumbije, Benina i Demokratske Republike Kongoa. Trenirao je ekipu mladi učesnik iz Saranksa Vladislav Poljakov.
Završni događaj u šestoj sezoni programa  je bio Međunarodni dečji forum Fudbal za prijateljstvo, koji je održan 13.juna u Centru za okeanografiju i biologiju mora – Moskvarijumu. U posetu su došli Viktor Zubkov (predsednik direktorskog odbora OAO Gazprom), Oljga Golodec (zamenica predsednika Vlade Ruske Federacije), Iker Kasiljas (španski fudbaler, bivši kapiten nacionalne reprezentacije), Aleksandar Keržakov (ruski fudbaler, trener ruske fudbalske omladinske reprezentacije), kao i predstavnici iz 54 Ambasada svetskih zemalja i drugi gosti.
Na Forumu su dobili nagrade najbolji mladi fudbaleri šeste sezone:  Deo Kalenga Mvenze iz Demokratske Republike Kongoa, (kao najbolji napadač), Jamiru Ouru iz Benina  (kao najbolji vezni), Ivan Volynkin Iz Velsa (kao najbolji golman) te Gustavo Sintra Roča iz Brazila (MVP).
Najbolja Mlada novinarka programa  Fudbal za prijateljstvo 2018. je postala Šejkali Asensjon iz Arube. Ova devojčica vodi blog u kojem poziva mlade iz Okeanije da budu ekološki svesni.
Na Forumu  je održana promocija knjige te autogram-sesija učesnice prethodne sezone iz Indije Ananje Kambodž. Po završetku pete sezone Fudbala za prijateljstvo 2017. Ananja je napisala knjigu “My journey from Mohali to St. Petersburg” o svom iskustvu kada je učestvovala u programu kao Mladi novinar. Tamo je pričala o Devet vrednosti programa koje pomažu da se ovaj svet promeni na bolje.
14. juna, kada se Međunarodni dečji forum Fudbal za prijateljstvo već završio, Mladi fudbaleri i novinari su učestvovali i u ceremoniji otvaranja  Svetskog prvenstva FIFA 2018. u Rusiji. Na stadionu Lužnici deca su svečano digla zastave svih 211 zemalja i regiona koji su učestvovali u programu ove godine. Nakon toga mladi učesnici Fudala za prijateljstvo pratili prvu utakmicu Prvenstva  između Rusije i Saudijske Arabije.
Predsednik Ruske Federacije Vladimir Putin je pozvao Mladog ambasadora Fudbala za prijateljstvo iz Rusije, Aljberta Zinatova u svoju ložu da zajedno prate ovu utakmicu. Tamo je mladić imao priliku da popriča sa svetskim fudbalskim šamionom iz Brazila Robertom Karlosom i španskim fudbalerom Ikerom Kasiljasom.
Više od 1500 dece i tinejdžera iz 211 zemalja i regiona je učestvovalo u završnim manifestacijama u Moskvi. Ukupno, u okviru šeste sezone u čitavom svetu je bilo priređeno preko 180 događaja u kojima su se učestvovali više od 240 hiljada dece.
2018, godine projekat je podržan i od strane vlasti. Zamenica predsednika Vlade, Oljga Golodec je pročitala pozdravnu reč Predsednika Rusije Vladimira Putina učesnicima i gostima Međunarodnog dečjeg foruma.
Predsednik Vlade Ruske Federacije, Dmitrij Medvedev, poslao je pozdravni telegram  učesnicima i gostima šestog Međunarodnog dečjeg foruma Fudbal za prijateljstvo.
Tokom brifinga održanog 23. maja, glasnogovornica MIP Rusije, Marija Zaharova je istakla da svetska zajednica danas smatra  program Fudbal za prijateljstvo  veoma važnom humanitarnom komponentom u međunarodnoj javnoj politici Rusije.
FIFA je takođe tradicionalno podržava program Fudbal za prijateljstvo. Iz organizaciji navode da je ukupan broj učesnika i gostiju na završnim manifestacijama u Moskvi je dosegao 5000 ljudi.

### Fudbal za prijateljstvo 2019
Pokretanje sedme sezone međunarodnog dečijeg društvenog programa "Fudbal za prijateljstvo" se dogodilo 18. marta 2019. godine, završni događaji programa su održani u Madridu od 28. maja do 2. juna.
Međunarodni dan Fudbala i Prijateljstva proslavljen je 25. aprila u više od 50 zemalja Evrope, Azije, Afrike, Severne i Južne Amerike, a proslavi se pridružio i Ruski fudbalski savez (RFS).
30. maja u Madridu je održan međunarodni forum dečjeg društvenog programa PAO Gazprom "Fudbal za prijateljstvo". Forum je okupio stručnjake iz celog sveta - fudbalske trenere, doktore dečijih timova, zvezde, novinare vodećih međunarodnih medija, predstavnike međunarodnih fudbalskih akademija i federacija.
31. maja u Madridu je održan najnacionalniji fudbalski trening na svetu. Nakon održanog treninga "Fudbal za prijateljstvo" je dobio zvanični sertifikat GUINNESS WORLD RECORDS®.
U okviru sedme sezone, 32 mlada novinara iz Evrope, Afrike, Azije, Severne i Južne Amerike su formirali sastav međunarodnog dečjeg pres centra programa "Fudbal za prijateljstvo", koji je pratio završna dešavanja programa i učestvovao u pripremi materijala u saradnji sa međunarodnim i nacionalnim medijima.
Učesnici sedme sezone su uručili kup "Devet vrednosti" (nagradu međunarodnog dečijeg društvenog programa "Fudbal za prijateljstvo") fudbalskom klubu"Liverpul" l kao društveno najodgovornijom timu.
1. juna, na terenima UEFA Pitch u Madridu, odigrao se vrhunac sedme sezone, finalna utakmica Svetskog prventstva "Fudbala za prijateljstvo". Prema njenim rezultatima, reprezentacija "Antigvanska Zmija" je igrala sa "Tasmanijskim Đavolimа" sa rezultatom 1: 1 za osnovno vreme, a zatim je a zatim je pobedila u izvođenju penala i osvojila glavnu nagradu.

### Fudbal za prijateljstvo 2020
U 2020. godini završni događaji osme sezone "Fudbala za prijateljstvo" su održani na mreži na digitalnoj platformi od 27. novembra do 9. decembra 2020. godine. Više od 10.000 učesnika iz više od 100 zemalja sveta pridružilo se ključnim događajima.
Za osmu sezonu programa je razrađen onlajn fudbalski simulator za više igrača Football for Friendship World, na osnovu kojeg je održano Svetsko prvenstvo u "Fudbalu za prijateljstvo" 2020. Igra je dostupna za preuzimanje širom sveta od 10. decembra 2020. godine - Svetskog dana fudbala. Korisnici su imali priliku da učestvuju u utakmicama prema pravilima "Fudbala za prijateljstvo",  ujedinjujući se u međunarodne reprezentacije. Nova igra za više igrača se zasniva na važnim vrednostima programa kao što su prijateljstvo, mir i jednakost.
27. novembra je održano otvoreno izvlačenje Svetskog prvenstva u "Fudbalu za prijateljstvo" 2020
Od 28. novembra do 6. decembra održan je onlajn međunarodni kamp prijateljstva sa humanitarnim i sportskim obrazovnim programima za decu
Od 30. novembra do 4. decembra su održane sesije međunarodnog onlajn foruma "Fudbal za prijateljstvo", na kojima su predstavljeni projekti u oblasti razvoja dečijeg sporta. Stručni žiri je ocenio prezentacije projekata koji se prijavljuju za međunarodnu nagradu "Fudbala za prijateljstvo"
Od 7. do 8. decembra je održano je onlajn svetsko prvenstvo u "Fudbalu za prijateljstvo". Ovogodišnje prvenstvo održano je na mreži na digitalnoj platformi, za koju je posebno bio razrađen fudbalski simulator za više igrača Football for Friendship.
9. decembra se odigralo veliko finale "Fudbala za prijateljstvo"
Tokom osme sezone programa održana je serija vebinara za decu iz različitih zemalja u znak podrške 75. godišnjici UN.
Tokom osme sezone programa je pokrenuta u saradnji sa fudbalskim fristajlerima iz celog sveta nedeljna emisija."Stadion je tu gde sam". U svakoj epizodi, fristajleri su učili mlade ambasadore programa da izvode trikove, a na kraju svake epizode je raspisan konkurs za najbolje izvođenje trika. Završna emisija je bila globalni onlajn majstorski čas, sa kojima je program "Fudbal za prijateljstvo" po drugi put postao Ginisov rekorder po broju uključenih učesnika (6. decembra 2020).
Urednici dobrih vesti - nedeljna emisija koju su pokrenuli mladi novinari "Fudbala za prijateljstvo", u kojoj deca dele sa gledaocima pozitivne vesti iz celog sveta.

## Svetsko prvenstvo u Fudbalu za prijateljstvo
Međunarodni dečji turnir u fudbalu održan je u okviru programa Fudbal za prijateljstvo. Timovi koji učestvuju u prvenstvu – Timovi Prijateljstva – formiraju se javnim izvlačenjem. Timovi se organizuju po principu programa Fudbala za prijateljstvo: sportisti različitih nacionalnosti, polova i fizičkih sposobnosti igraju u istom timu.

## Međunarodni dečji forum Fudbal za prijateljstvo
Na godišnjem međunarodnom dečjem forumu Fudbal za prijateljstvo, mladi učesnici projekta, zajedno sa odraslima, diskutuju o promovisanju i razvoju vrednosti programa širom sveta. Tokom foruma deca se sastaju i razgovaraju sa svojim vršnjacima iz drugih zemalja, slavnim fudbalerima, novinarima i zvaničnicima a takođe postaju i mladi ambasadori koji će u budućnosti nastaviti da samostalno promovišu univerzalne vrednosti među svojim vršnjacima.

## Međunarodni dečji press-centar
Poseban značaj programa Fudbal za prijateljstvo ima njegov sopstveni Međunarodni dečji press-centar. On je prvi put organizovan u okviru programa Fudbal za prijateljstvo 2014. Mladi novinari u press-centru prate program u svojim zemljama: pripremaju vesti za nacionalne i međunarodne sportske medije, učestvuju u kreiranju materijala za TV kanal Fudbal za prijateljstvo, dečje novine Fudbal za prijateljstvo, kao i za zvaničnu radio stanicu programa. Međunarodni dečji press-centar ujedinjuje pobednike nacionalnih takmičenja za Najboljeg mladog novinara, mlade blogere, fotografe i pisce. Mladi novinari iz press-centra iznose svoje viđenje u okviru samog programa kroz format „deca o deci“.

## Međunarodni Dan fudbala i prijateljstva
U okviru programa Fudbal za prijateljstvo, 25. aprila se slavi Međunarodni Dan fudbala i prijateljstva. Ovaj praznik je prvi put proslavljen 2014. godine u 16 zemalja. Na ovaj dan su se održale prijateljske utakmice, fleš mobovi, radio maratoni, časovi sa ekspertima, televizijske emisije, otvoreni treninzi i sl. Na proslavi je učestvovalo više od 50,000 ljudi.
2015. je Dan fudbala i prijateljstva proslavljen u 24 zemlje. Tokom festivala su održane prijateljske fudbalske utakmice i drugi događaji. U Nemačkoj su fudbaleri tima Šalke 04 održali otvoren trening, Srbija je emitovala TV emisiju, Ukrajina je organizovala utakmicu između juniorskog tima FK Volin i dece koja su registrovana u Lucku, u gradskom centru socijalne službe za porodice, decu i mlade.
U Rusiji je Dan fudbala i prijateljstva proslavljen 25. aprila u 11 gradova. Prijateljske fudblaske utakmice su održane u Vladivostoku, Novosibirsku, Jekaterinburgu, Krasnojarsku, Barnaulu, Sankt Peterburgu i Saransku u cilju podsećanja na ključne vrednosti programa. U Krasnojarsku, Sočiju i Rostovu na Donu održan je Reli prijateljstva uz učešće nosilaca baklje sa štafetnog prenošenja olimpijske baklje 2014. U Moskvi je organizovan Turnir jednakih mogućnosti uz podršku Sportske federacije slepih. Dan fudbala i prijateljstva je proslavljen 5. maja u Nižnjem Novgorodu i Kazanju.
2016. godine je Dan fudbala i prijateljstva proslavljen u 32 zemlje. U Rusiji je proslavljen u devet gradova: Moskvi, Sankt Peterburgu, Novosibirsku, Barnaulu, Birobidžanu, Irkutsku, Krasnodaru, Nižnjem Novgorodu i Rostovu na Donu. U Nižnjem Novgorodu je održana prijateljska utakmica mladih fudbalera iz FK Volga, a seniorski igrači kluba su vodili zagrevanje i trening za decu. U prijateljskoj utakmici u Novosibirsku učestvovala su deca sa posebnim potrebama – Novosibirski regionalni tim Jermak-Sibir.
2017. godine je Dan fudbala i prijateljstva proslavljen u 64 zemlje. Slavni fudbaleri su učestvovali na događajima širom sveta, uključujući i srpskog odbrambenog igrača Branislava Ivanovića i holandskog napadača Dirka Kujta. Događaju u Grčkoj je prisustvovao Teodoras Zagorakis, pobednik Evropskog prvenstva u fudbalu 2004., zajedno sa nacionalnim timom svoje zemlje. U Rusiji je FK Zenit organizovao specijalan trening za Zahara Badjuka, mladog ambasadora programa Fudbal za prijateljstvo u 2017. Na treningu je Jurij Lodigin, golman FK Zenit, visoko ocenio Zaharove sposobnosti i podelio sa njim golmanske tajne.

## Devet vrednosti Fudbala za prijateljstvo
Tokom Prvog Međunarodnog dečjeg foruma koji je bio održan 25. maja 2013. Mladi ambasadori iz Velike Britanije, Nemačke, Slovenije, Mađarske, Srbije, Brugarske, Grčke i Rusije su formulisali osam prvih vrednosti  programa, kao što su: prijateljstvo, jednakost, zdravlje, mir, lojalnost, pobeda i tradicije, pa su ih predstavili u Otvorenom pismu. Ovo pismo je bilo upućeno šefovima međunarodnih sportskih organizacija: u Međunarodnu fudbalsku federaciju (FIFA), Uniju Evropskih fudbalskih asocijacija (UEFA) te Međunarodni olimpijski komitet.  U septembru 2013. Josef Blater prilikom sastanka sa Vladimirom Putinom i Vitalijem Mutkom potvrdio je da je pismo stiglo te je izjavio da je spreman za podršku Fudbala za prijateljstvo.
2015. programu Fudbal za prijateljstvo su se pridružili učesnici iz Kine, Japana i Kazahstana koji su predložili da se doda i deveta vrednost – čast.

## Kup Devet Vrednosti
Kup Devet Vrednosti predstavlja nagradu Međunarodnog dečjeg društvenog programa Fudbal za prijateljstvo. Svake godine Kup se dodeljuje za najveću posvećenost vrednostima projekta: prijateljstvu, jednakosti, pravdi, zdravlju, miru, lojalnosti, pobedi, tradicijama i časti. U izboru pobednika učestvuju navijači iz celog sveta, ali konačnu odluku glasanjem donose učesnici projekta Fudbal za prijateljstvo. Fudbalski klubovi koji su osvojili Kup Devet Vrednosti su: Barselona (2015), Bajern Minhen (2016), Al Vahda (specijalna nagrada), Real Madrid (2017).

## Narukvica prijateljstva
Sve aktivnosti programa Fudbal za prijateljstvo počinju razmenom narukvica prijateljstva, simbolom jednakosti i zdravog načina života. Narukvica ima dve niti, plavu i zelenu, i može je nositi svako ko se poistovećuje sa vrednostima ovog programa.
Kako kaže Franc Bekenbauer:
„Simbol pokreta je dvobojna narukvica. Ona je jednostavna i razumljiva kao i osnovne vrednosti programa Fudbal za prijateljstvo.
Mladi učesnici programa su zavezali narukvice prijateljstva čuvenim sportistima i zvaničnicima, uključujući: Dika Advokata, Anatolija Timoščuka i Luisa Netua, Franca Bekenbauera, Luisa Fernandesa, Didijea Drogbu, Maksa Majera, Fatmu Samuru, Leona Gorecku, Domenika Krišita, Mićela Salgada, Aleksandra Keržakovog, Dimasa Pirosa, Miodraga Božovića, Adelinu Sotnjikovu, Jurija Kameneca.

## Aktivnost učesnika između sezona
Mladi fudbaleri učesnici programa Fudbal za prijateljstvo, učestvuju u raznim događajima van zvanične sezone. U maju 2013. igrači juniorskog tima FK Maribor (Slovenija) održali su dobrotvornu prijateljsku utakmicu sa decom iz Kambodže. 14. septembra 2014. u Sočiju, u Rusiji, učesnici programa su razgovarali sa Vladimirom Putinom tokom susreta predsednika Ruske Federacije sa predsednikom FIFA Sepom Blaterom. Francuski predsednik Fransoa Oland je u junu 2014. pozvao tim Taverni, člana programa Fudbal za prijateljstvo, u Jelisejsku palatu da gledaju utakmicu između Francuske i Nigerije na FIFA Svetskom prvenstvu 2014. U aprilu 2016. je Jurij Vaščuk, ambasador programa Fudbal za prijateljstvo u 2015., upoznao najsnažnijeg čoveka u Belorusiji, Kirila Šimka, kao i mlade fudbalere iz FK BATE koji su podelili svoje utiske o učešću u ovom projektu. Jurij Vaščuk je dao Kirilu Šimku simboličnu narukvicu prijateljstva i tako mu predao zadatak da promoviše ideale ovog projekta: prijateljstvo, pravdu, zdrav život.

## Nagrade i premije
Program Fudbal za prijateljstvo odneo je pobedu na raznim takmičenjima i nosilac je brojnih ruskih i međunarodnih nagrada. Među njima su sledeće: „Najbolji društveni projekat u Rusiji“ u kategoriji „Razvoj međunarodne saradnje“, nagrada Zlatno pero Međunarodnog udruženja poslovnih komunikatora (IABC) u kategoriji „Korporativna društvena odgovornost“ (2016), zatim nagradu fondacije Saber u kategoriji „Najbolji društveni projekat na planeti“ (2016), nagradu The Drum Social Buzz u kategoriji „Najbolja međunarodna strategija“ (2017), nagradu časopisa The Internationalist za inovativna rešenja u digitalnom marketingu u kategoriji „Najbolja medijska strategija“ (2017), nagradu „Srebrni strelac“ u kategoriji „Najbolji društveni projekat Rusije“ (2018) i Grand Pri „Srebrni strelac“ (2018).